# 卡爾德 (愛達荷州)
卡爾德（英語：Calder）是位於美國愛達荷州肖肖尼縣的一個非建制地區。

## 地理
卡爾德的座標為47°16′40″N 116°11′29″W / 47.27778°N 116.19139°W，而該地的平均海拔高度為666米（即2185英尺）。